# De Beste Commercial
De Beste Commercial is een wekelijks televisieprogramma dat vanaf 1 maart 2007 te zien is op RNN7. In het programma strijden maximaal zeven bedrijven met een door henzelf gemaakte en geregisseerde commercial om de titel 'Beste Commercial' en de hoofdprijs van 60.000 euro.
Een deskundige jury van mensen uit de reclame- en marketingwereld, waaronder Charles Borremans, Edward Bardoul, Raymond van Schaik, beoordeelt deze commercials aan de hand van professionele criteria. Elke week levert dit een weekwinnaar op die via een maandfinale een plaats in de jaarfinale probeert te behalen.
Presentator Bert Kuizenga ontvangt behalve de deelnemende bedrijven ook elke week gasten die iets te maken hebben met reclame of marketing.